# Carlos Cáceda
Carlos Cáceda, de son nom complet Carlos Enrique Cáceda Ollaguez, né le 27 septembre 1991 à Lima au Pérou, est un footballeur international péruvien évoluant au poste de gardien de but au sein du FBC Melgar.

## Biographie

### Carrière internationale
Il joue son premier match en équipe du Pérou le 28 mai 2016, en amical contre le Salvador (victoire 3-1). Deux ans plus tard, il est retenu dans la liste des 23 joueurs péruviens sélectionnés pour disputer la Coupe du monde 2018 en Russie.
Remplaçant habituel du titulaire du poste, Pedro Gallese, il compte sept matchs en sélection (trois buts encaissés).

## Statistiques

### En sélection nationale
| Saison                | Sélection             | Phases finales          | Phases finales | Phases finales | Éliminatoires CDM | Éliminatoires CDM | Matchs amicaux | Matchs amicaux | Total | Total |
| Saison                | Sélection             | Compétition             | M              | B              | M                 | B                 | M              | B              | M     | B     |
| --------------------- | --------------------- | ----------------------- | -------------- | -------------- | ----------------- | ----------------- | -------------- | -------------- | ----- | ----- |
| 2015-2016             | Pérou                 | Copa América Centenario | 0              | 0              | -                 | -                 | 1              | 0              | 1     | 0     |
| 2016-2017             | Pérou                 | -                       | -              | -              | 0                 | 0                 | 1              | 0              | 1     | 0     |
| 2017-2018             | Pérou                 | Coupe du monde 2018     | 0              | 0              | 2                 | 0                 | 2              | 0              | 4     | 0     |
| 2018-2019             | Pérou                 | Copa América 2019       | 0              | 0              | -                 | -                 | 0              | 0              | 0     | 0     |
| 2019-2020             | Pérou                 | -                       | -              | -              | -                 | -                 | 0              | 0              | 0     | 0     |
| 2020-2021             | Pérou                 | Copa América 2021 4e    | 0              | 0              | 0                 | 0                 | -              | -              | 0     | 0     |
| 2021-2022             | Pérou                 | -                       | -              | -              | 0                 | 0                 | -              | -              | 0     | 0     |
| 2022-2023             | Pérou                 | -                       | -              | -              | -                 | -                 | 1              | 0              | 1     | 0     |
| 2023-2024             | Pérou                 | Copa América 2024       | 0              | 0              | 0                 | 0                 | 1              | 0              | 1     | 0     |
| 2024-2025             | Pérou                 | -                       | -              | -              | 1                 | 0                 | -              | -              | 1     | 0     |
| Total sur la carrière | Total sur la carrière | Total sur la carrière   | 0              | 0              | 3                 | 0                 | 6              | 0              | 9     | 0     |

## Palmarès

### En club
| Universitario de Deportes - Championnat du Pérou (1) : - Champion : 2013. - Tournoi d'ouverture (1) : - Vainqueur : 2016-A. - Copa Libertadores -20 ans (1) : - Vainqueur : 2011. |  | FBC Melgar - Championnat du Pérou : - Vice-champion : 2022. - Tournoi d'ouverture (1) : - Vainqueur : 2022-A. |

### En équipe nationale
Pérou
- Copa América :
  - Finaliste : 2019.